# 어차피 이제 도망갈 수 없어
《어차피 이제 도망갈 수 없어》(どうせもう逃げられない 도세모니게라레나이[*])는 카즈이 카즈미의 일본 만화 작품, 및 그것을 소재로 하는 일본의 드라마이다. “프티 코믹”(쇼가쿠칸)에서 2011년 8월호부터 2015년 7월호까지 연재됐다. 완결 후, 동일 잡지의 2015년 8월호에 번외편이 게재됐다. 단행본은 총 10권이다. 타카세 유노카에 의해서 플라워 코믹스 루루루 novels에서 오리지널 스토리의 소설이 총 1권 출판됐다.
2021년에 드라마로 제작됐다.

## 줄거리
보통의 OL(사무직 여성)이 되는 게 꿈인 노다쿠라 나호는 단기 아르바이트를 넘어서 디자인 사무소 ‘솔로 디자인’(ソロ・デザイン)에 취직한다. 나호를 마음에 들어한 사장 사키사카는 예전에 뛰어난 디자이너였던 과거를 건드려지는 것을 극단적으로 싫어했다.

## 등장인물
노다쿠라 나호(野田蔵 なほ)
보통의 OL이 되는 게 꿈인 24세 여성이다.
대학 시절의 취직 활동이 전멸했으며, 파견과 아르바이트가 이어졌지만, OL이 되는 꿈을 끝까지 버리지 않았다.
사람이 바람직해서 파견 사원이나 아르바이트 시절의 취직 활동 중에 속임당한 일도 종종있었다. 이어서 들어간 ‘솔로 디자인’에서의 단기 아르바이트 중에도 취직 활동 친구에게 속임을 당했지만 그 때의 언동이나 성향을 타쿠미는 신경이 쓰였으며, 경리 겸 잡무 담당의 정사원으로 고용당한다. 가장 기억력도 좋으며, 계기가 있으면 한 번 들는 것만으로 전화번호를 그대로 외울 수 있다.
사키사카 타쿠미(向坂 拓己)
디자인 사무소 ‘솔로 디자인’ 사장이다.
‘솔로 디자인’은 각각 독립할 수 있는 수준의 프로가 자신의 역량으로 일하는 회사이다. 옛날에 20대 전반에 유명한 상을 모조리 휩쓴 ‘전설의 디자이너’이다. 그만두고 5년이 지난 지금도 일의 의뢰가 날아든다. 또한, 타쿠미에게 디자인의 이야기를 하는 것은 금지이며 즉시 해고라는 엄격한 결과가 기다린다.
아마리(余)
‘솔로 디자인’ 소속 디자이너이다. 나호에게 마음을 두고 몇 번이나 도전했다. 하지만, 타쿠미를 향한 강한 동경으로, 또 타쿠미와 나호, 두 사람의 서로에 대한 뜨거운 마음을 알고 물러난다.
우라에(浦江)
‘솔로 디자인’ 디자이너 겸 라이터이다. 일이 잘풀릴 때일수록 잃는 것이 많다.

## 상업적 평가
주간 단행본 매상 랭킹 TSUTAYA 조사에서 단행본 제6권이 2014년 2월 10일부터 2월 16일까지로 제7위를 얻었다.

## 잡지 정보
- 글쓴이: 카즈이 카즈미 쇼가쿠칸〈플라워 코믹스 α〉, 총10권
  1. 2012년 2월 10일 발매[6], ISBN 978-4-09-134223-2
  2. 2012년 6월 8일 발매[7], ISBN 978-4-09-134403-8
  3. 2012년 11월 9일 발매[8], ISBN 978-4-09-134684-1
  4. 2013년 4월 10일 발매[9], ISBN 978-4-09-135240-8
  5. 2013년 8월 9일 발매[10], ISBN 978-4-09-135499-0
  6. 2014년 2월 10일 발매[11], ISBN 978-4-09-135799-1
  7. 2014년 9월 10일 발매[12], ISBN 978-4-09-136260-5
  8. 2015년 1월 9일 발매[13], ISBN 978-4-09-136746-4
  9. 2015년 4월 10일 발매[14], ISBN 978-4-09-137097-6
  10. 2015년 9월 10일 발매[15], ISBN 978-4-09-137495-0
- 저작: 타카세 유노카, 원작 및 일러스트.: 카즈이 카즈미 “어차피 이제 피할 수 없어 ~포켓 버전~”(どうせもう逃げられない 〜ホット･バケーション〜) 쇼가쿠칸〈플라워 코믹스 루루루 novels〉, 총1권, 2014년 9월 10일 발매[16], ISBN 978-4-09-136456-2

## 드라마
《어차피 이제 도망갈 수 없어》(どうせもう逃げられない 도세모니게라레나이[*])의 제목으로 2021년 9월 17일(16일 심야)부터 MBS 텔레비전에서 방영되고 있다. 주연은 시라스 진이며, 여주인공 역은 요코타 마유가 맡는다.

### 등장인물
- 시라스 진 : 사키사카 타쿠미 역
- 요코타 마유 : 노다쿠라 나호 역
- 쿠사카와 타쿠야 : 아마리 타케히코(余雄彦) 역
- 아사카 코다이 : 후자카와 카오루(深澤馨) 역
- 이시다 니콜 : 우라에 사야카(浦江沙耶香) 역
- 코바야시 료코 : 사키사카 치하루(向坂ちはる) 역
- 혼다 미유 : 사키사카 츠바사(向坂翼) 역
- 시라이시 슌야 : 카스야 세이이치(粕谷誠一) 역
- 이치노세 류 : 시마즈 사토루(島津悟) 역

### 스태프
- 원작 : 카즈이 카즈미 “어차피 이제 도망갈 수 없어”(どうせもう逃げられない) 쇼가쿠칸(프티 코믹 플라워코믹스 α]])
- 감독 : 카와하라 요
- 각본 : 스즈키 유나, 카와하라 요
- 여는 곡: GARNiDELiA - 봄이 왔어(春がきたよ)
- 닫는 곡: 모모스모모스 - 서모클라인(サーモクライン)
- 제작사: 텔레팩
- 제작 위원회 : “어차피 이제 도망갈 수 없어” 제작위원회, MBS

### 방송 일정
| 화차  | 날짜          | 날짜        | 날짜         | 각본        |
| 화차  | 마이니치 방송 | TV 가나가와 | 도라마코리아 | 각본        |
| ----- | ------------- | ----------- | ------------ | ----------- |
| 제1화 | 9월 17일      | 9월 16일    | 10월 20일    | 스즈키 유나 |
| 제2화 | 9월 24일      | 9월 23일    |              | 스즈키 유나 |
| 제3화 | 10월 1일      | 9월 30일    |              |             |
| 제4화 | 10월 8일      | 10월 7일    |              |             |
| 제5화 | 10월 15일     | 10월 14일   |              |             |
| 제6화 | 10월 22일     | 10월 21일   |              |             |

#### 방송국
| 방송 채널     | 방송 기간              | 방송 시간                     | 대상 지역   | 비고                 |
| ------------- | ---------------------- | ----------------------------- | ----------- | -------------------- |
| 마이니치 방송 | 2021년 9월 17일~현재   | 매주 금요일 새벽 12:59 ~ 1:29 | 긴기 광역권 | 제작 방송국          |
| TV 가나가와   | 2021년 9월 16일~현재   | 매주 목요일 밤 11:00 ~ 11:30  | 가나가와현  | 1시간 59분 선행 방송 |
| 지바 TV       | 2021년 9월 17일~(예정) | 매주 금요일 밤 11:00 ~ 11:30  | 지바현      |                      |
| TV 사이타마   | 2021년 9월 23일~(예정) | 매주 목요일 밤 11:30 ~ 12:00  | 사이타마현  |                      |
| 도치기 TV     | 2021년 9월 23일~(예정) | 매주 목요일 밤 10:30 ~ 11:00  | 도치기현    |                      |
| 군마 TV       | 2021년 9월 23일~(예정) | 매주 목요일 밤 11:30 ~ 12:00  | 군마현      |                      |
| 도라마코리아  | 2021년 10월 20일~현재  | 매주 수요일 업로드            | 대한민국    | 웹 스트리밍          |

| 마이니치 방송 드라마 특구                                                 | 마이니치 방송 드라마 특구                                                  | 마이니치 방송 드라마 특구                        |
| 이전 작품                                                                 | 작품명                                                                     | 다음 작품                                        |
| ------------------------------------------------------------------------- | -------------------------------------------------------------------------- | ------------------------------------------------ |
| 初情事まであと1時間 첫 정사까지 앞으로 1시간 (2021년 7월 23일 ~ 9월 10일) | どうせもう逃げられない 어차피 이제 도망갈 수 없어 (2021년 9월 17일 ~ 현재) | 美しい彼 아름다운 그 (2021년 11월 19일 ~ (예정)) |